# Zoom (公司)

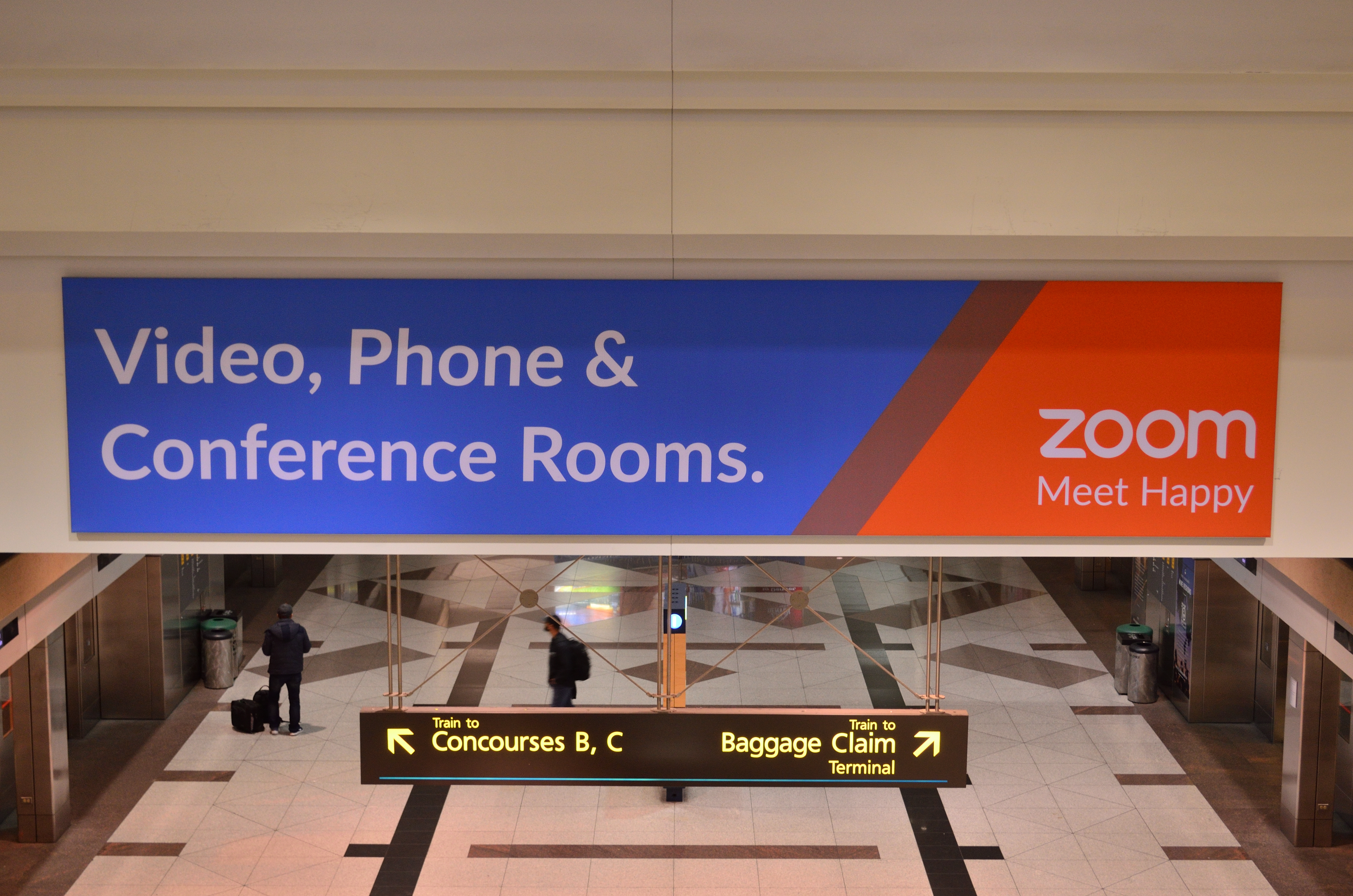
于美国丹佛国际机场展示的Zoom广告

Zoom（NASDAQ：ZM），於2011年4月21日在德拉瓦州成立，总部位于美国加利福尼亚州圣何塞的科技公司，其主要业务为以云计算为基础的远程会议软件服务，並提供了用於視訊電話、即時通訊和商務電話系統的電腦軟體及行動應用程式。
Zoom是一個在全世界相當熱門的免費應用軟體，被廣泛使用於在家工作、遠距教學與社交上。

## 歷史
Zoom由袁征於2011年成立，他原是一名來自思科的首席工程師及其協作業務部門WebEx。袁征畢業於斯坦福大學高管課程，此前曾擔任思科負責協作軟件開發的工程副總裁。來自WebEx的前RingCentral总裁David Berman，于2015年11月就任主席。
2013年1月開始推出Zoom服務，到了2013年5月已經有100萬參與者。在發布的第一年，Zoom與B2B協作軟件提供商及合作伙伴方Redbooth (當時稱為Teambox) 在向Redbooth添加視頻組件方面發揮了作用。建立這種合作關係後不久，Zoom創建了一個名為"Works with Zoom", 與多家硬件和軟件供應商建立了合作夥伴關係，例如Logitech、Vaddio、和InFocus。到年底，Zoom設法將其軟件集成到InterviewStream中，該公司向雇主提供遠程視頻採訪功能。InterviewStream使用Zoom的視頻服務擴展了他們的視頻採訪功能。
2013年12月11日，Centrify Corporation宣布與Zoom合作，为后者提供Active Directory、訪問控制以及SSO等功能，加强安全性。到2014年3月17日，Zoom通過與Voxbone合作，增加了參加者通過撥打免費電話加入會議公用電話交換網的功能。同年發布的3.5版向運行iOS的移動設備添加了移動屏幕共享功能。
到2014年6月，Zoom的用戶人數降低到1000萬。截至2015年2月，使用Zoom Meetings的參與者人數達到4,000萬，訂閱了65,000個組織。 除此之外，該公司在从開始推出之日计算的會議總時間超過10億分鐘。
2015年2月4日，Zoom獲得了3000萬美元的C輪融資，參與者包括李嘉誠、高通風險投資、楊致遠、黃馨祥博士等。同年9月15日，Zoom與Salesforce合作將視頻會議集成到CRM平台中，使銷售人員無需離開應用程序即可利用其潛在客戶發起此類會議。
2015年11月3日，Zoom宣布前RingCentral公司主席David Berman任命為Zoom公司總裁及主席职务。Veeva系統的創始人和首席執行官Peter Gassner也在在同一天加入Zoom的董事會。
2016年2月，Zoom在美國科羅拉多州丹佛開設了新辦事處。該公司首席執行官袁征表示，此次擴張的原因是要利用該州“不斷發展的技術環境”及其在美國中部地區的優勢。同年下半年，該公司添加了VMware的CIO巴斯·艾耶（Bask Iyer）作為業務顧問。
2017年1月，Zoom正式進入美國的獨角獸俱樂部（估值10億美元），並從紅杉資本募集了1億美元的D輪融資，估值為10億美元。该月Zoom也发布了4.0版本。袁征表示該公司上個季度的現金流量為正数，將把投資存入銀行，並投資於需要開發的部分，而不是用以上資金來計劃新項目。
2017年8月，Marketwired發布了一份新聞稿，表彰Zoom過去了公司發展中的幾個里程碑。 重點活動包括主持超過200億次年度會議紀要（去年為69億分鐘），在悉尼和英國開設海外辦事處，其年收入增長150％，客戶群增長100％，與合作夥伴進行合作並優化集成 Polycom，Crestron和Cisco，並為其平台引入了新功能和增強功能，包括Zoom Rooms計劃顯示和Zoom for Telehealth。 此外，Zoom在《福布斯》雲100排行榜中排名第18位，在Gartner Peer Insights中得分為4.8/5。
2017年9月，Zoom舉辦了Zoom的首屆年度用戶大會Zoomtopia。Zoom宣布了一系列新產品和合作夥伴關係，包括Zoom與Meta的合作關係，以將Zoom與增強現實相集成，與Facebook的Slack和Workplace集成，以及邁向人工智能語音到文本轉換器的第一步。
2017年10月，Zoom宣布喬納森·查德威克（Jonathan Chadwick）已加入公司董事會，擔任審計委員會主席，以監督財務報告和披露。
Zoom在2017年11月8日宣布，Zoosk前首席執行官、思科WebEx部門首席財務官Kelly Steckelberg加入Zoom，成為公司新任CFO。
在2019年3月，Zoom在納斯達克交易所申請上市並于2019年4月18正式上市，首日股價比首次公開募股每股36美元漲了72％以上。到發行結束時，該公司的市值为160億美元左右。
2019年9月9日，Zoom遭到中国政府审查，无法在中国大陆正常访问。Greatfire数据显示这次屏蔽到11月中旬解除。

### 疫情期间
在2020年初，随着2019冠状病毒病疫情恶化，許多公司和學校開始採用遠端形式工作，令Zoom的使用量急劇增加，從年初到三月中旬成長了67%。在疫情期間，Zoom成為了流行的社交平台，年輕人在課堂環境之外使用平台之余，也创作了和Zoom有关的网络迷因。随着教育和商業界在疫情期間使用Zoom举行視頻會議，有部分黑客向其他參與者發送了色情或其他令人反感的視頻，導致會議遭到終止。这一行为又名Zoom轟炸。Zoom已發布指南，以減少被色情内容插播的機會。

## 爭議

### 隱私
Zoom因其數據收集方式而受到批評，其中包括其收集和存儲“雲端記錄、即時消息、文件、白板中包含內容”的權利，以及使僱主能夠遠程監控工人的權利。根據Guardian Firewall的Will Strafach所說，Zoom將用戶數據發送到Facebook。
在2019冠状病毒病疫情期間，Zoom被廣泛用於在線教育，這引起了對學生數據隱私，尤其是對個人身份信息的擔憂。根據美国联邦调查局的资料显示，學生的IP地址、瀏覽歷史記錄、學習進度和生物特徵數據也可能會受到威脅。隱私專家還擔心學校對Zoom的使用可能會引發有關對學生進行未經授權的監視以及家庭教育權利和隱私權法案下可能侵犯學生權利的問題。據該公司稱，視頻服務符合《家庭教育權利和隱私權法案》，收集用戶數據僅是為了“提供技術和運營支持”。而根據加拿大多伦多大学网络研究机构“公民实验室”（Citizen Lab）公布的一份研究报告显示，Zoom使用了一种非标准的加密方式，向中国传输加密信息。

### 安全性
在2018年11月，發現了一個安全漏洞（CVE-2018-15715）允許未經身份驗證的遠程攻擊者通過欺騙來自會議參加者或Zoom服務器的UDP消息來調用目標客戶端中的功能。 這將使攻擊者可以將參加者從會議中刪除，欺騙用戶的消息或劫持共享屏幕。
2019年7月，安全研究員Jonathan Leitschuh發現零日漏洞，該漏洞允許任何網站在未經用戶許可的情況下，在激活其攝像機的情況下，將macOS用戶強行加入到Zoom呼叫。 此外，嘗試在macOS上卸載Zoom客戶端會提示該軟件在後台自動重新安裝，使用的是隱藏的Web服務器，該服務器是在首次安裝過程中在計算機上設置的，即使嘗試刪除客戶端后仍保持活動狀態。 在受到公眾批評後，Zoom更新了其軟件，以刪除漏洞和隱藏的Web服務器，從而允許完全卸載。
2020年3月，BleepingComputer總編輯Lawrence Abrams發表文章指出，一位安全研究員Mitch發現Zoom把UNC（Uniform Naming Convention）路徑變成可按的連結。因Windows系統預設會向UNC路徑指向的伺服器傳送Windows使用者名稱及NTLM密碼雜湊來嘗試登入，駭客可以引誘Zoom用戶按下連結拿到用戶的密碼雜湊，並只要很少時間即可還原密碼。另外，Google 安全研究員Tavis Ormandy更進一步示範如何在沒有任何警示的情況下執行電腦中的程式。Zoom 其後回覆BleepingComputer指已知悉並正在修正問題，並於2020年4月2日發表己修正的Windows客戶端4.6.9版。
2020年3月，Zoom使用的Facebook SDK还存在泄露用户数据的问题。当时正值2019冠状病毒病疫情爆发，大量新用户加入Zoom，其默认不加密码的房间号码机制还被利用来插播捣乱。Zoom的这一问题引发了美国联邦调查局的警告。
2020年4月，Zoom还被发现允许任意访问摄像头和麦克风的漏洞。Zoom还承认一些呼叫被不小心经过中国的服务器处理，受中华人民共和国网络安全法影响。后来Zoom推出了可以任意选择服务器区域的补救措施。Vice报道说，当时另有两个零日漏洞正在网上以五十万美金的价格售卖。
2020年4月，香港多間大學均因為2019冠狀病毒病而改以遙距形式上課以至考試，但香港中文大學通識課程於4月27日的一個考試期間，有學生指考試開始後約 10 分鐘，所用的Zoom聊天室疑被黑客入侵，內多了幾名不同國籍人士，有人在聊天室內分享自己螢幕，播放色情影片、印度歌曲 MV 等，學生連閱讀試卷也被受到影響，但學生被逼要求展示自己的學生證，事件嚴重影響考試心情。

#### 加密
Zoom声称他们使用TLS 1.2 AES-256保护通话信令，而通话内容用AES-128保护。 Zoom之前声称使用“端对端加密”，被质疑后才改口说说指客户端和服务器间有加密，被《The Intercept》指责不诚实。
2020年4月，公民实验室发现所谓的AES-128加密实际上是在所有参与人中使用了同一个金钥。加密使用的还是ECB模式，会暴露原文的一些数据规律（CVE-2020-11500 （页面存档备份，存于））。该实验室还发现在美国和加拿大交换的通话中，金钥来自于中国受网络安全法管理的服务器。

### 禁用
由於多次爆發資安問題，2020年4月5日美國纽约市发出通知，禁止全市的所有学校使用Zoom进行远程视讯教学活动。4月7日，中華民國行政院亦宣布全面禁止政府機構及各級學校使用Zoom。Google亦於4月8日宣佈禁止員工在公司電腦使用桌面版Zoom，但Google仍容許員工透過手機程式及瀏覽器使用Zoom。此外新加坡、澳大利亚、英國、德国、加拿大等地的政府部门也禁止使用Zoom。

### 中國政府干涉
2020年，六四事件31周年之際，有多名参与者和人权活动人士表示，他们通过ZOOM举办六四31周年纪念活动时會出现網絡會議中断或參加網絡會議的用戶账户遭到关闭的情況。而香港市民支援爱国民主运动联合会主席李卓人在5月下旬举办有关中国专制威胁世界的系列線上演讲之前其Zoom账户也遭到关闭。事後ZOOM公司承認上述干擾行為是他們所為，並表示之所以采取这样的措施是因为有些人是在中国大陆参加会议，他们的做法违反了当地的法律，参加会议的人都要遵守他们相应的地方法律。
2023年4月17日，美國紐約東區聯邦檢察官辦公室宣布逮捕44名對異見人士進行「跨國鎮壓」的人士，當中有40名中國公安部警察和兩名中國國家網信辦官員。雖然檢察官未在訴狀中透露涉事公司的名稱，但根據此前媒體的報導，可以確認該公司就是Zoom。訴狀顯示，上述公安部警察隸屬於「912專項行動工作組」的菁英部門，專門在社交媒體上對異議人士進行騷擾和威脅，以及干擾異見人士在Zoom組織的視像會議，包括一場紀念六四事件31週年的會議，美國司法部曾於2022年12月就此事逮捕了Zoom駐中國的一名高管。

## 產品
Zoom提供最多100位參與者的免費視頻會議，時間限制為40分鐘。 付費訂閱可用於允許更多參與者，增加時間限制並獲得更多高級功能。 Zoom的專有軟件符合各地的个人信息使用规定，例如歐盟一般資料保護規範。Zoom的產品已獲得各種行業認可。
最初，Zoom可以主持最多15位視頻參與者的會議，在2013年1月增加到25，在2015年10月通過2.5版增加到100，後來增加到1000個商業客戶。在2015年至2016年中，Zoom Video Communications宣布了對Skype for Business的原生支持，並與Slack集成。
2015年9月，Zoom和Salesforce公司宣布將Zoom視頻會議與Salesforce的客戶關係管理平台集成，從而使銷售人員無需離開應用程序，即可使用其銷售線索發起此類會議。
2017年4月24日，Zoom發布了首款可擴展的遠程醫療產品，使醫生可以通過視頻连线患者進行諮詢。該解決方案稱為Zoom for Telehealth，可與醫院基礎架構中的其他醫療應用程序集成，並為患者提供“虛擬候診室”。
2017年5月，Zoom宣布通過名為Polycom的Zoom Connector的新產品與Polycom建立合作夥伴關係。 用於Polycom的Zoom Connector將Zoom的視頻會議集成到Polycom的會議系統中，從而實現了多個屏幕和設備會議，高清和無線屏幕共享以及與Outlook，Google Calendar和iCal的日曆集成等功能。
2020年，Zoom 宣布由8月23日起，将会停止向中国内地客户直接销售新服务或升级，只透过第三方合作伙伴的产品中嵌入Zoom的技术，为中国客户提供本地化服务。聲明同時表示中國用戶屆時可以通過合作夥伴，繼續以參與者身份使用視像會議服務。